# Messiás
A messiás (héber: מָשִׁיחַ, Mossíaḥ, Māšsîªḥ) egy embercsoport megmentője vagy felszabadítója; szó szerint: „felkent”.
A judaizmusban a szó átvitt értelemben „lelki vezetőt” és „királyt” jelent. A kereszténységben a kifejezést Krisztusra használják, ahol annak messiási szerepe az egész emberiségre kiterjed.

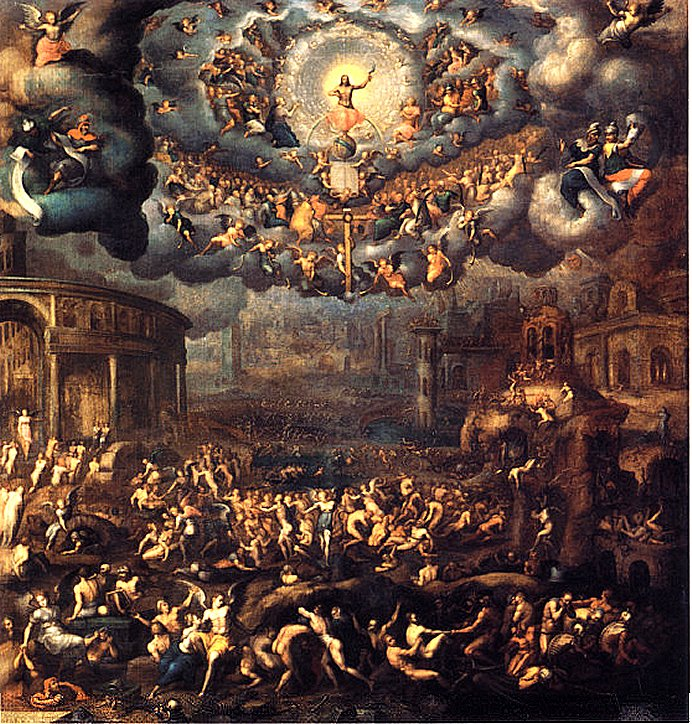
A Messiás Krisztus második eljövetelében megtartja az utolsó ítéletet

## Etimológia
Héber eredetű szó (héberül: מָשִׁיחַ, Mossíaḥ, Māšsîªḥ) , amely „felkentet” jelent. 
Ugyanez a szó arabul: المسيح, al-Masīḥ, magyarosan al-Maszíh; arámi nyelven: משיחא, görög fordításban pedig Χριστός, Khrisztosz. (Latinosan Cristus, amely a magyarban a Krisztus formában gyökeresedett meg.)

## Judaizmus, kereszténység
lásd: Jézus a Talmudban
Alapvetően nagy jelentőségű a messiás személyének meghatározása a hitvallásban. A zsidók katonai felszabadítót vártak a messiás személyétől. A keresztények viszont utalásokat gyűjtöttek össze a Bibliából, és Jézusra ismertek. Nézetük szerint összesen 330 bibliai hely található, ami a Jézusra utal.
A zsidó vallásban Izrael királyát, Dávid egy leszármazottját, mint Isten fölkentjét jelenti. A messiásvárás az ókori zsidó állam megszűnése óta vált gyakorlattá, azóta a vallásos zsidóság erős reménye, hogy ezt a királyságot Isten helyre fogja állítani. Ez váltotta ki a Makkabeusok sikeres felkelését még a hellén uralom alatt. Mivel az Isten által felkent legnagyobb király Dávid volt, az ő személyéhez és utódaihoz kötődik a messiási várakozás. Illés próféta is a messiás előképe volt. Nem véletlen, hogy az Újszövetségben leírtak szerint találgatják, hogy Jézus Illés-e. A római megszállás alatt sok ál-messiás élt, akiről azt hitték hogy ő a Megváltó. Ilyen volt például Galileai Júdás (akit Josephus Flavius említ) és a felkelést vezető zelóta, Bar Kohba. 
Dávid nemzetségtáblájának irata ezekben az időben semmisült meg,- így ma már senki sem tudja bizonyítani, hogy Dávidtól származik -, ezért a további zsidó messiási várakozások nem a bibliai próféciákra alapozódtak, hanem a 13. századtól a kabbalista gondolkodásban összpontosultak, majd a sabbateánus mozgalomban összegződtek. A messiást a zsidók ma is várják, bár vannak messiási zsidók, akik hitre jutottak Jézusban.
A keresztények Jézust tekintik a megígért messiásnak. Abban a reményben élnek a keresztények, hogy a messiás elhozta az embereknek a megváltást, azzal, hogy egyetlen áldozatot mutatott be Istennek, önmagát.

## A Bibliában
A messiásra vonatkozó Ószövetségi igehelyeket már az Újszövetség is Jézusra vonatkoztatja. Van olyan kutatás, ami 193 ilyen vonatkoztatási lehetőséget sorol fel. Máshol csak 50 ilyen hivatkozással foglalkoznak. A legtöbb ilyen próféciák Izajás, (Ésaiás) próféta könyvében találhatóak és az újszövetségi hivatkozásokat főként Máté evangéliumában olvashatjuk. Amit a keresztények messiási próféciáknak értelmeznek azok a származására, születése körülményeire, eljövetelének idejére és előzményeire, személyére, hogy kettős természete van, illetve egyszerre király, pap és gyógyító és az Úr szenvedő szolgája. Végül halála, temetése, megdicsőülése és második eljövetele dolgait jósolják meg.

### A Messiás ígérete
"...az neked fejedre tapos, te pedig annak sarkát mardosod” (1Móz 3:15)
A bűnbeesés utána keresztények szerint ez az első hely a Szentírásban, ahol Isten megígéri a Messiást. 
Felmerül az elkerülhetetlen szükség: valakinek jönnie kell a Földre. Isten megteremtette az embert és az asszonyt. A bűn megtörtént: egyik a másikra hárítja a bajt, noha mindketten bűnösek voltak, és ebben a nehéz helyzetben ígéri meg Isten azt, hogy küld valakit, aki az asszony magvából való.[...]Isten az asszony magvát tudja használni, a férfit a Szent Szellem erejével helyettesíti. Olyan valakit ígér Isten, aki megtöri a kígyó fejét. Ádám magvából jöttek közül ezt senki nem teheti, aki Ádám magvából való, azt a bűnbeesés mérge szennyezi. Ádám vonalát tehát ki kellett zárnia és újat kellett teremtenie.  Így ígérte meg a Messiást, a Szabadítót, a Megváltót."

### Első eljövetele
1. Dániel könyve 9.25-ben Dánielnek látomása volt a Szentek Szentje eljöveteléről: "...Jeruzsálem épüljön fel újra, hét hét telik el a Felkent Fejedelemig. Hatvankét hét múlva újra felépül az utca és a fal. Hatvankét hét múlva megölnek egy Fölkentet, (bírói ítélet) nem lesz neki. A várost és a szentélyt elpusztítja egy eljövendő nép és vezér." Ezt évhét próféciának nevezzük.
Roger Liebi, Aranyszájú Szent János számításai alapján 69 évhetet a hétéves mózesi évhétnek kell tekinteni, így 483 évet jelent. Dániel könyve megadja a prófécia keletkezésének évét is, a 9.1-ben "a méd Dáriusnak (...) 1. évében". Ez azt jelenti, hogy kr. e. 536 évben kezdi meg Dárius uralkodását. A hét hét év eltelése kr. e. 445-re kerül, a Jeruzsálem felépítésének engedély kiadásának éve. Innen vonja le a szerző a 69 évhetet, azaz 483 évet, mely egy évet 360 nappal számolt (v.ö. Jel 11.3 és 12.14). Így 69X7X360 nap múlva, kr. u. 32 jön ki az időszámítási 0 évet nem számítva. Ez pedig megközelítőleg annak az ideje amikor Jézus bevonult Jeruzsálembe.
2. "Nem múlik el Júdából a fejedelmi bot, sem a vezéri pálca térdei közül; míg eljő Siló, és a népek engednek neki." (1Móz 49.10)
Siló itt a Messiásnak egyik neveként szerepel (v.ö. Johanán, Akiba és Rási rabbi). Békességet jelent. A bot Izrael törzseinek volt egy botja, ami a törzs identitását jelentette. Kr. u. 70-ben azonban összetört a templom lerombolásával.

### Születés helye
Mikeás Kr. e. 8. században prófétált. Mikeás könyve: "De te, Efrátának Bethleheme, bár kicsiny vagy Júdea ezrei között belőled származik nekem, aki uralkodó az Izraelben; akinek származása eleitől fogva, öröktől fogva van." Krisztus Bethlehemben született.

### Dávid fia
Jézus, "Mivel a farizeusok együtt voltak, feltette nekik a kérdést: Mit mondatok ti a Messiásról, Kinek a fia? "Dávidé" felelték. "Hogyan nevezheti a Lélek sugallatára Urának, amikor ezt mondja: Így szólt az Úr az én Uramhoz, ülj a jobbomra, míg ellenségeidet lábad alá vetem."- (110 zsoltár) - " Ha Dávid Urának nevezi, hogy lehet a fia?" (Mt 22,41-46). Jézus úgy világít rá az Isten Fia, a Szentlélek és az Úr egységes kapcsolatára - amit ma a  katolikusok Szentháromságnak vallanak -, Hogy emberi természet szerint a Messiás Dávid fia, míg isteni természet szerint az Isten Fia.Úgy válaszol a fariezusoknak, hogy kérdése egyúttal magyarázat is és úgy, hogy nehogy istenkáromlással tudják megvádolni.

### Ahonnan jön
Hóseás könyvében találhatjuk: "Egyiptomból hívtam ki az én Fiamat."
A szent családnak menekülnie kellett Egyiptomba. Ott Józsefnek az evangélium szerint látomásban kapja meg az üzenetet a visszatérésre. Itt Isten szól, és megígéri, hogy saját Fiát küldi el.

### Csodatételei
"...az Isten aki megfizet, Ő jön és megszabadít titeket. Akkor a vakok szemei megnyílnak, és a süketek fülei megnyittatnak, akkor ugrándoz a sánta mint a szarvas, és ujjong a néma nyelve." (Ézs 35.4-6)
Ézsaiás próféta szerint (Kr. e. 740 - 700 körül)  Isten maga jön el, és jelei az lesznek, hogy csodás gyógyulások történnek. Pontosan ezeket gyógyította Krisztus is. A zsidó történetíró Flavius is megerősíti ezt:
"Ebben az időben élt Jézus, ez a bölcs ember...ő csodákat művelt és tanította az embereket, akik szívesen hallgatják az igazságot".

## Iszlám
Az iszlámban, különösképp a síita iszlámban mahdínak nevezik a messiásnak tekinthető eszkatologikus személyt.

## A művészetben
- Georg Friedrich Händel: Messiás oratórium; szövegét a Bibliából és a Prayer Bookból Charles Jensens állította össze, 1742-ben.